# Sport au Portugal
 (août 2016).
Si vous disposez d'ouvrages ou d'articles de référence ou si vous connaissez des sites web de qualité traitant du thème abordé ici, merci de compléter l'article en donnant les références utiles à sa vérifiabilité et en les liant à la section « Notes et références ».
Le sport au Portugal est une composante importante de la vie locale. Le football est le sport le plus populaire mais il existe de nombreuses autres compétitions sportives professionnelles au Portugal.

## Disciplines

### Athlétisme
Traditionnellement le Portugal est une nation forte sur les longues distances, avec de nombreux athlètes tels que Rosa Mota, Carlos Lopes, Fernanda Ribeiro, et Manuela Machado.
Rui Silva et le sprinter Francis Obikwelu ont remporté plusieurs médailles d'or, d'argent et de bronze dans les compétitions européennes, mondiales ainsi qu'aux Jeux olympiques.
Naide Gomes, Nelson Évora et Vanessa Fernandes ont aussi connu le succès lors de compétitions internationales.
Le pays a une solide réputation dans le cross-country : il accueille deux des réunions annuelles (la Croix-Almond Blossom Country et Oeiras Cross International Country), il a accueilli les championnats du monde de cross country de l'IAAF à deux reprises, Carlos Lopes et Albertina Dias sont tous deux anciens champions du monde du sport.

### Aviron
Portugal n'a pas une longue histoire dans ce sport. Cependant au cours des dernières années, l'équipage Nuno Mendes et Pedro Fraga ont connu le succès à l’échelle européenne.

### Canoë Kayak
Le Portugal est devenu ces dernières années l'un des pays les plus performants dans ce sport, remportant de nombreuses médailles aux championnats européens et mondiaux. Les meilleurs athlètes sont Francisca Laia, Teresa Portela, Joana Vasconcelos, Helena Rodrigues, Beatriz Gomes, João Ribeiro, Emanuel Silva et Fernando Pimenta. Ces deux athlètes ont remporté la médaille d'argent aux Jeux olympiques d'été de 2012 à Londres dans l'épreuve K2 1 000 m masculin.

### Cyclisme
Le Tour du Portugal est la course la plus importante.

### Football
Le football est le sport le plus populaire au Portugal, et le pays a produit une quantité incroyable de footballeurs talentueux connu dans le monde entier.
Les joueurs Cristiano Ronaldo, Pepe, Fábio Coentrão, Luís Figo, Nani, Rui Costa, Deco, Simão, Ricardo Quaresma, Fernando Couto, Paulo Sousa, Vítor Baía, Paulo Futre, Rui Barros, Pauleta et le meilleur buteur de la Coupe du Monde 1966, l'attaquant Eusébio avec neuf buts, sont parmi les footballeurs portugais les plus remarquables.
Les entraineurs portugais sont tout autant renommés avec José Mourinho, Jorge Jesus, André Villas-Boas, Carlos Queiroz, José Peseiro, Manuel José, Fernando Santos et Artur Jorge.
L'équipe nationale du Portugal est parmi les équipes nationales de football les mieux notées en Europe et dans le monde, elle a notamment gagné l'Euro 2016 grâce à un but victorieux d'Eder contre l'équipe de France, ce but leur a permis de remporter leur premier titre majeur.
Le championnat de club de football professionnel portugais est l'un des événements sportifs les plus connus dans le pays.

### Futsal
Le championnat portugais de futsal comporte plusieurs divisions. Les meilleures équipes jouent dans la "Divisão 1". Dans chaque division, une équipe joue toutes les autres équipes à deux reprises, une fois à domicile et une autre à l’extérieur.
L'équipe du Portugal de football en salle est actuellement l'une des meilleurs du monde comme l'atteste son classement FIFA (5e) et également son titre de champion d’Europe en 2018.

### Arts martiaux
Les arts martiaux comme le judo ont également apporté de nombreuses médailles, Telma Monteiro qui a conquis l'or à deux reprises aux Championnats d'Europe dans la catégorie -52 kg, et Nuno Delgado qui a conquis la médaille de bronze aux Jeux olympiques de 2000 à Sydney, et est devenu le champion d'Europe en 1999 (à Bratislava) et vice-champion en 2003.
Le pays a un ancien art martial connu sous le nom de "jogo do pau" (en portugais bâton d'escrime), utilisé pour l'auto-protection et pour les duels entre les jeunes hommes dans les litiges sur les jeunes femmes. Ayant son origine au Moyen Âge, le jogo do pau utilise des bâtons en bois comme une arme de combat.
En escrime, Joaquim Videira a remporté la médaille d'argent à l'épée 2006 Championnats du monde d'escrime et a conquis de nombreuses médailles en la coupe du monde.

### Rink Hockey
Le rink hockey  est pratiqué par 250 clubs et 10 000 licenciés.
Le Portugal a une nation phare de rink hockey avec 16 titres mondiaux (deuxième au nombre de titres derrière l'Espagne qui en à 17) et 21 titres européens (premier devant l'Espagne qui en à 16). Il détient aussi le plus de coupes des nations (18 titres) et de coupes latines (14 titres).
Le Portugal possède l'un des trois seuls championnats professionnels au monde. Le SL Benfica et le FC Porto sont de loin les deux clubs les plus titrés du championnat portugais. Les équipes portugaises les plus fameuses de roller hockey dans les compétitions internationales (en termes de titres globaux) sont Porto (7), Benfica (6), Sporting CP (6) et Óquei de Barcelos (5).

### Rugby
L'équipe nationale portugaise de rugby se qualifia mémorablement pour la Coupe du Monde de Rugby 2007, en devenant la première équipe amateur à se qualifier pour la Coupe du monde dans les sports de l'ère professionnelle. L'équipe se qualifie de nouveau pour la coupe du Monde 2023.
En rugby à sept le Portugal est l'une des équipes les plus fortes en Europe, et a prouvé son statut de champions d'Europe à 8 occasions, première nation au bilan des victoires devant la Russie avec 4 titres.

### Sports aquatiques
Le pays a également réalisé des performances remarquables dans les sports comme le surf, la planche à voile, le kitesurf et en voile.
Manuel Centeno est également un grand nom du sport portugais en ayant conquis des titres nationaux, européens et mondiales, en bodyboard.
En surf, Justin Mujica, champion européen de surf en 2004, est maintenant de retour dans les compétitions après s'être remis d'une blessure au genou. Tiago Pires et Ruben Gonzalez sont deux surfeurs de renommée internationale.

### Sports automobiles
L'Autodromo Fernanda Pires da Silva à Estoril, près de Lisbonne, est le principale circuit portugais où de nombreuses compétitions de sport automobile ont lieu, y compris le Championnat du Monde de Motocyclisme, A1 Grand Prix et autrefois F1.
Le Portugal a une traditions en rallye avec l'une des plus célèbres courses de rallye dans le monde (Rallye du Portugal).

### Tennis
Chaque saison, la ville de Estoril organise l'Open du Portugal, tournoi remporté par certains des meilleurs joueurs de tennis de tous les temps.

### Tennis de table
Le Portugal a l'une des meilleures équipe de tennis de table au monde. L'équipe est composée de Marcos Freitas, Tiago Apolonia et João Pedro Monteiro. Le Portugal a atteint les quarts de finale aux Jeux olympiques de 2012 à Londres, en battant au premier tour la Grande-Bretagne et en perdant en quarts de finale contre la Corée du Sud 2-3.

### Triathlon
Le Portugal est impliqué dans le Triathlon à tous les niveaux. Vanessa Fernandes (championne du monde 2007), João Pereira (champion d'Europe 2017) et João Silva (double vainqueurs d'épreuves WTS) sont les portugais les plus connus au niveau international dans ce sport devenu olympique en l'an 2000.
En longue distance Ironman, Pedro Gomes a remporté l'Ironman Suède 2013 , devenant ainsi le premier Portugais à remporter un événement dans la distance Ironman.

### Football Américain
Le football américain est joué dans une ligue nationale depuis 2009, d'abord avec cinq équipes. En 2013, la ligue a été divisée en deux conférences, nord et sud. La cinquième édition en 2014, aura dix équipes. Lisboa Navigators a remporté les quatre dernières éditions du Championnat du Portugal de football américain.

### Autres sports
Airsoft est pratiqué à travers tout le pays.
L'équitation et le tir sont tous deux des sports populaires.